# 奔跑者 (電視節目)
《奔跑者》（英語：The Runner）是一部美國真人實境節目，在串流媒體go90播出。節目中有五支「追逐小隊」，每隊兩人在30天內在美國各地追逐賽跑者。觀眾還有機會通過回答問題或與追逐者成為朋友來贏取獎金。於2016年7月1日播出時，獎金為15,000美元，到了2016年7月30日結束，獎金為500,000美元，每秒鐘都會增加。 《奔跑者》和追逐小隊從弗吉尼亞州里士满出發。該節目由马修·派屈克（MatPat）和凱·拉森共同主持。
麥特·戴蒙和班·艾佛列克於2000年首次將《奔跑者》出售給ABC。節目原定於2001-2002季度中期推出，但因九一一襲擊事件而讓安全問題加劇了複雜和昂貴的製作，最後終止。多年後go90取得版權開發。播出一季後，2018年7月31日，go90停止運營，使該節目也隨之結束。

## 外部連結
- 互联网电影数据库（IMDb）上《奔跑者》的资料（英文）